# Бастос, Рафаэл
Рафаэ́л Ба́стос (порт.-браз. Rafael Bastos; род. 1 января 1985, Рио-де-Жанейро) — бразильский футболист, полузащитник и нападающий.

## Биография
Несмотря на то, что Рафаэл Бастос родился в Рио-де-Жанейро, он является воспитанником футбольной академии «Баии» из Салвадора. За основной состав «трёхцветных» дебютировал в 2006 году.
В 2007 году перешёл в «Крузейро», но сразу же был отдан в аренду в португальский «Белененсиш». В 2008 году выступал за «Насьонал Мадейру». В 2009 году вернулся на родину, присоединившись к «Витории», с которой выиграл чемпионат штата «Баия». Во второй половине года выступал за «Консадоле Саппоро» во Втором дивизионе чемпионата Японии.
Сезон 2009/10 завершал в португальской «Браге». С середины 2010 по 2013 год играл за ЧФР из Клуж-Напоки. С «железнодорожниками» стал чемпионом Румынии в сезоне 2011/12. В 2013 году выступал за «Ан-Наср», с которым дошёл до финала Кубка наследного принца Саудовской Аравии. В 2014 году выступал за две команды — он провёл полгода в болгарском «Левски», а затем вновь отправился в Азию, на этот раз в Кувейт. Уже после его ухода команда «Аль-Кувейт» стала чемпионом страны.
В начале 2015 года присоединился к «Фигейренсе», с которым дошёл до финала чемпионата штата Санта-Катарина. Позже, из-за штрафа «Жоинвиля» за использование незаявленного игрока, «Фигейренсе» был признан чемпионом штата. Первую половину 2016 года провёл в «Америке Минейро», но в июне перешёл в «Шапекоэнсе». Надолго задержаться в «Шапе» Рафаэлу Бастосу не удалось — он провёл шесть матчей в Серии A, однако во всех выходил в стартовом составе. Кроме того, 25 августа Бастос сыграл в гостевом матче Южноамериканского кубка 2016 против «Куябы». Он провёл на поле 77 минут и был заменён на Жозимара. 13 октября Рафаэл Бастос покинул «Шапекоэнсе» и перешёл в «Хатту» (Дубай), второй раз за год сменив клуб — это было возможно в связи со сменой конфедерации.
28 ноября 2016 года большая часть основы «Шапекоэнсе» разбилась при падении самолёта BAe 146 рейса 2933 во время полёта из Санта-Круса (Боливия) в Медельин (Колумбия) на первую игру финала ЮАК. Позже КОНМЕБОЛ присудила победу в турнире «Шапекоэнсе». Таким образом, Рафаэл Бастос, за которым в заявке сохранился его 16-й номер, постфактум также стал победителем турнира.
В начале 2017 года Бастос выступал в чемпионате штата Сан-Паулу за «Ботафого» из Рибейран-Прету, а с июня играет за «Бурирам Юнайтед» в чемпионате Таиланда.

## Титулы и достижения
- Чемпион штата Баия (1): 2009
- Чемпион штата Санта-Катарина (1): 2015
- Чемпион Румынии (1): 2011/12
- Чемпион Кувейта (1): 2014/15 (постфактум)
- Финалист Кубка наследного принца Саудовской Аравии (1): 2012/13
- Обладатель Южноамериканского кубка (1): 2016 (постфактум)